# シモン・グラヴェス・イェンセン
シモン・グラヴェス・イェンセン（Simon Graves Jensen、1999年5月22日 - ）は、デンマーク・ホルステブロー出身のサッカー選手。パレルモFC所属。ポジションはディフェンダー。

## クラブ経歴
2015年にラナースFCの下部組織に入団し、2018年9月11日、デンマーク・カップのネスビー・ボルドクラブ戦にてトップチームデビューを果たした。プロ初ゴールは2021年9月16日のUEFAヨーロッパカンファレンスリーグ、AZアルクマール戦で記録したが、試合は2-2での引き分けに終わった。
2023年1月30日、パレルモFCに4年半契約で移籍した。

## タイトル

### クラブ
ラナースFC
- デンマーク・カップ : 1回 (2020-21)